# Socket 939
Socket 939 — разъём для процессоров фирмы AMD. Содержит 939 контактов очень малого диаметра, вследствие чего они очень мягкие. Этот разъём является «упрощённой» версией предыдущего разъёма Socket 940, применявшегося в серверах и высокопроизводительных компьютерах. Отсутствие одного отверстия в разъёме не позволяло устанавливать в него более дорогие процессоры.
Это был очень удачный разъём для своего времени, сочетавший в себе большие возможности и двухканальный (2x64 разряда) доступ к памяти, и при этом невысокую стоимость как самого разъёма, так и контроллеров на материнской плате компьютера, так как контроллер памяти находился внутри процессора.
Данный разъём применялся с июня 2004 года для компьютеров с обычной DDR-памятью. После широкого распространения памяти DDR2 данный разъём морально устарел и уступил место разъёму AM2 в 2006, а впоследствии и Socket AM2+, Socket AM3, AM3+, FM1, FM2.

## Технология
Socket 939 поддерживает двухканальную DDR SDRAM память с полосой пропускания памяти 6,4 Гб/с. Процессоры под Socket 939 поддерживают наборы команд 3DNow!, SSE2 и SSE3 (начиная с ревизии E). Они имеют одну шину HyperTransport шириной 16 бит, которая обрабатывает свыше 2000 мегатранзакций в секунду. Процессоры, использующие этот разъём, имеют по 64 Кб кеша инструкций и кеша данных первого уровня (L1), а также от 512 Кб до 2 Мб кеша второго уровня (L2).

## Чипсеты Socket 939
Основными чипсетами для Socket 939 являлись:
- nForce3
- SIS755
- SIS760GX
- ATI Xpress 200
- VIA K8T890
- nForce4